# Artus Wolffort
Artus Wolffort (ur. 1581 w Antwerpii, zm. 1641 tamże) – flamandzki malarz.

## Życiorys
W dzieciństwie, wraz z rodzicami, przeprowadził się z rodzinnej Antwerpii do Dordrechtu, gdzie w 1603 został mistrzem i wstąpił do tamtejszej gildii św. Łukasza. Około 1645 wrócił do Antwerpii; początkowo pracował jako asystent w pracowni Otto van Veena, w którego domu mieszkał. Na przełomie lat 1616/1617 został członkiem antwerpskiej gildii św. Łukasza.
W 1619 zawarł związek małżeński z Marią Wandelaer. Mieli syna Jana Baptystę, przyszłego malarza, oraz trzy córki, z których Maria została żoną malarza Willema van Herpa.
W 1635 brał udział w nadzorowanych przez Rubensa pracach przy tworzeniu dekoracji na uroczysty wjazd do Antwerpii kardynała-infanta Ferdynanda. W latach 1637–1638 odbył podróż do Holandii.
Uczniami Wolfforta był m.in. jego syn, a także Peter van Mol i Pieter van Lint. Pod wpływem artysty pozostawał hiszpański malarz barokowy José Antolínez. Antoon van Dyck namalował portret Wolfforta.
W XVII w. zaliczany był przez ówczesnych malarzy i znawców malarstwa do czołowych malarzy Niderlandów, w wiekach późniejszych stał się mniej znany, m.in. dlatego, że z reguły nie podpisywał swych obrazów i były one wiązane z innymi artystami lub opisywane jako anonimowe. Atrybucję wielu takich obrazów Wollfortowi przeprowadził dopiero w 1977 historyk sztuki Hans Vlieghe.

## Twórczość
Wczesne prace Wolfforta, do ok. 1630, stylistycznie były zbliżone do twórczości Otto van Veena. Nie tylko malował w ten sam klasycyzujący sposób, ale wykorzystywał identyczne motywy i kompozycje. Z czasem zaczął skłaniać się ku barokowej manierze Rubensa.
Wykonał wiele zamówionych ołtarzy, takich jak Wniebowstąpienie Najświętszej Marii Panny czy Wniebowzięcie Najświętszej Marii Panny (oba z ok. 1617; Antwerpia, kościół św. Pawła). Jednak w jego twórczości dominowały kompozycje figuralne i portety, z postaciami naturalnej wielkości lub półpostaciami. Malował monumentalne obrazy o tematyce religijnej, biblijnej i mitologicznej, wzbogacając je pejzażami i elementami architektonicznymi. Tworzył także małoformatowe obrazy sztalugowe, wzorując się na Davidzie Teniersie. Do jego najbardziej charakterystycznych dzieł należą caravaggionizujące cykle, przedstawiające np. apostołów, proroków, ewangelistów, ojców Kościoła, antycznych filozofów.

## Wybrane dzieła
- Pokłon trzech króli w katedrze w Antwerpii[6]
- Uzdrowienie paralityka nad sadzawką Betesda (Muzeum Narodowe w Poznaniu)[9]
- Uzdrowienie paralityka nad sadzawką Betesda w bazylice św. Mikołaja w Bochni[10]
- Uzdrowienie paralityka nad sadzawką Betesda w kościele św. Kwintyna w Lowanium[11]
- Zdjęcie z krzyża w kościele NMP Niepokalanie Poczętej w Sierakowie[8]
- Św. Hieronim (Musée des Beaux-Arts w Lyon)[12]
- Pokłon pasterzy w kościele św. Wawrzyńca w Oostmalle[12]